# Canton de l'Île de Ré
Le canton de l'Île de Ré est une circonscription électorale française du département de la Charente-Maritime créée par le décret du 27 février 2014 et entrée en vigueur lors des élections départementales de 2015.

## Histoire
Un nouveau découpage territorial de la Charente-Maritime entre en vigueur en mars 2015, défini par le décret du 27 février 2014, en application des lois du 17 mai 2013 (loi organique 2013-402 et loi 2013-403). Les conseillers départementaux sont, à compter de ces élections, élus au scrutin majoritaire binominal mixte. Les électeurs de chaque canton élisent au Conseil départemental, nouvelle appellation du Conseil général, deux membres de sexe différent, qui se présentent en binôme de candidats. Les conseillers départementaux sont élus pour 6 ans au scrutin binominal majoritaire à deux tours, l'accès au second tour nécessitant 12,5 % des inscrits au 1er tour. En outre la totalité des conseillers départementaux est renouvelée. Ce nouveau mode de scrutin nécessite un redécoupage des cantons dont le nombre est divisé par deux avec arrondi à l'unité impaire supérieure si ce nombre n'est pas entier impair, assorti de conditions de seuils minimaux. En Charente-Maritime, le nombre de cantons passe ainsi de 51 à 27. 
Le nouveau canton de l'Île de Ré est formé de communes issues des anciens cantons d'Ars-en-Ré (l'intégralité des 5 communes) et de Saint-Martin-de-Ré (l'intégralité des 5 communes). Le bureau centralisateur est fixé à Saint-Martin-de-Ré. Il est entièrement inclus dans l'arrondissement de La Rochelle.

## Représentation
| Période élective | Période élective | Mandat | Mandat   | Identité                 | Nuance | Nuance | Qualité |
| ---------------- | ---------------- | ------ | -------- | ------------------------ | ------ | ------ | --- |
| 2015             | 2021             | 2015   | 2021     | Lionel Quillet           |        | DVD    | Maire de Loix, Président de la Communauté de communes de l'île de Ré Premier Vice-Président du conseil départemental |
| 2015             | 2021             | 2015   | 2021     | Gisèle Vergnon           |        | DVD    | Maire de Sainte-Marie-de-Ré                                                                                          |
| 2021             | 2028             | 2021   | en cours | Patrice Raffarin         |        | DVC    | Professeur Maire de Rivedoux-Plage                                                                                   |
| 2021             | 2028             | 2021   | en cours | Véronique Richez-Lerouge |        | MoDem  | Conseillère en communication Présidente du MoDem de Charente-Maritime                                                |

### Résultats détaillés

#### Élections de mars 2015
Lors des élections départementales de 2015, le binôme composé de Lionel Quillet et Gisèle Vergnon (Union de la Droite) est élu au 1er tour avec 63,60% des suffrages exprimés, devant le binôme composé de Arnaud Kozic et Marie-Laure Tissandier (PS) (18,40%). Le taux de participation est de 52,47 % (8 361 votants sur 15 934 inscrits) contre 50,08 % au niveau départemental et 50,17 % au niveau national.

#### Élections de juin 2021
Le premier tour des élections départementales de 2021 est marqué par un très faible taux de participation (33,26 % au niveau national). Dans le canton de l'Île de Ré, ce taux de participation est de 41,04 % (6 768 votants sur 16 491 inscrits) contre 33,83 % au niveau départemental. À l'issue de ce premier tour, deux binômes sont en ballottage : Patrice Raffarin et Véronique Richez-Lerouge (Union au centre, 43,5 %) et Lionel Quillet et Gisèle Vergnon (DVD, 36,93 %).
Le second tour des élections est marqué une nouvelle fois par une abstention massive équivalente au premier tour. Les taux de participation sont de 34,3 % au niveau national, 34,56 % dans le département et 48,34 % dans le canton de l'Île de Ré. Patrice Raffarin et Véronique Richez-Lerouge (Union au centre) sont élus avec 62,55 % des suffrages exprimés (4 806 voix pour 7 972 votants et 16 490 inscrits),,.

## Composition
Le nouveau canton de l'Île de Ré comprend dix communes entières.
| Nom                                        | Code Insee | Intercommunalité  | Superficie (km2) | Population (dernière pop. légale) | Densité (hab./km2) | Modifier                                    |
| ------------------------------------------ | ---------- | ----------------- | ---------------- | --------------------------------- | ------------------ | ------------------------------------------- |
| Saint-Martin-de-Ré (bureau centralisateur) | 17369      | CC de l'Île de Ré | 4,70             | 2 309 (2022)                      | 491                | modifier les données · modifier les données |
| Ars-en-Ré                                  | 17019      | CC de l'Île de Ré | 10,95            | 1 306 (2022)                      | 119                | modifier les données · modifier les données |
| Le Bois-Plage-en-Ré                        | 17051      | CC de l'Île de Ré | 12,18            | 2 177 (2022)                      | 179                | modifier les données · modifier les données |
| La Couarde-sur-Mer                         | 17121      | CC de l'Île de Ré | 8,80             | 1 112 (2022)                      | 126                | modifier les données · modifier les données |
| La Flotte                                  | 17161      | CC de l'Île de Ré | 12,32            | 3 131 (2022)                      | 254                | modifier les données · modifier les données |
| Loix                                       | 17207      | CC de l'Île de Ré | 6,70             | 742 (2022)                        | 111                | modifier les données · modifier les données |
| Les Portes-en-Ré                           | 17286      | CC de l'Île de Ré | 8,51             | 582 (2022)                        | 68                 | modifier les données · modifier les données |
| Rivedoux-Plage                             | 17297      | CC de l'Île de Ré | 4,52             | 2 428 (2022)                      | 537                | modifier les données · modifier les données |
| Saint-Clément-des-Baleines                 | 17318      | CC de l'Île de Ré | 6,80             | 712 (2022)                        | 105                | modifier les données · modifier les données |
| Sainte-Marie-de-Ré                         | 17360      | CC de l'Île de Ré | 9,84             | 3 392 (2022)                      | 345                | modifier les données · modifier les données |
| Canton de l'Île de Ré                      | 1705       |                   | 85,32            | 17 891 (2022)                     | 210                | modifier les données                        |

## Démographie
En 2022, le canton comptait 17 891 habitants, en évolution de +2,5 % par rapport à 2016 (Charente-Maritime : +4,04 %, France hors Mayotte : +2,11 %).
| 2013   | 2018   | 2022   |
| ------ | ------ | ------ |
| 17 720 | 17 336 | 17 891 |